# Brazzers
Brazzers（/ˈbræzərz/）是一個總部設於加拿大蒙特利爾的色情製片公司。主要經營著由多達31種硬調色情所組成的網站，該公司的口號是「世上最好的高畫質色情網站！」截至2015年10月，Brazzers.com的流量排名為第936。

## 歷史
Brazzers於2005年由一群蒙特婁投資者創立，成為一系列名為Mansef的色情網站之一。2010年，Mansef被賣給了費邊·泰曼並更名為Manwin Inc.。2012年12月，泰曼因涉嫌逃稅而被從比利時引渡回德國。
2013年10月，泰曼將Manwin的資產（包括Brazzers）出售給內部管理集團MindGeek。
Brazzers於2014年在紐約時報廣場刊出了一個慶祝成立10週年的廣告牌，同時宣導著安全性行為。
2016年9月，Brazzers數據庫遭受洩露的消息外流，該網站於2013年4月曾遭駭客攻擊而使近100萬名用戶的個資外洩。

## 外部連結
- 官方网站
- 互联网电影数据库上Brazzers的资料（英文）